# Rudka (powiat miński)
Rudka – wieś sołecka w Polsce położona w województwie mazowieckim, w powiecie mińskim, w gminie Mrozy.

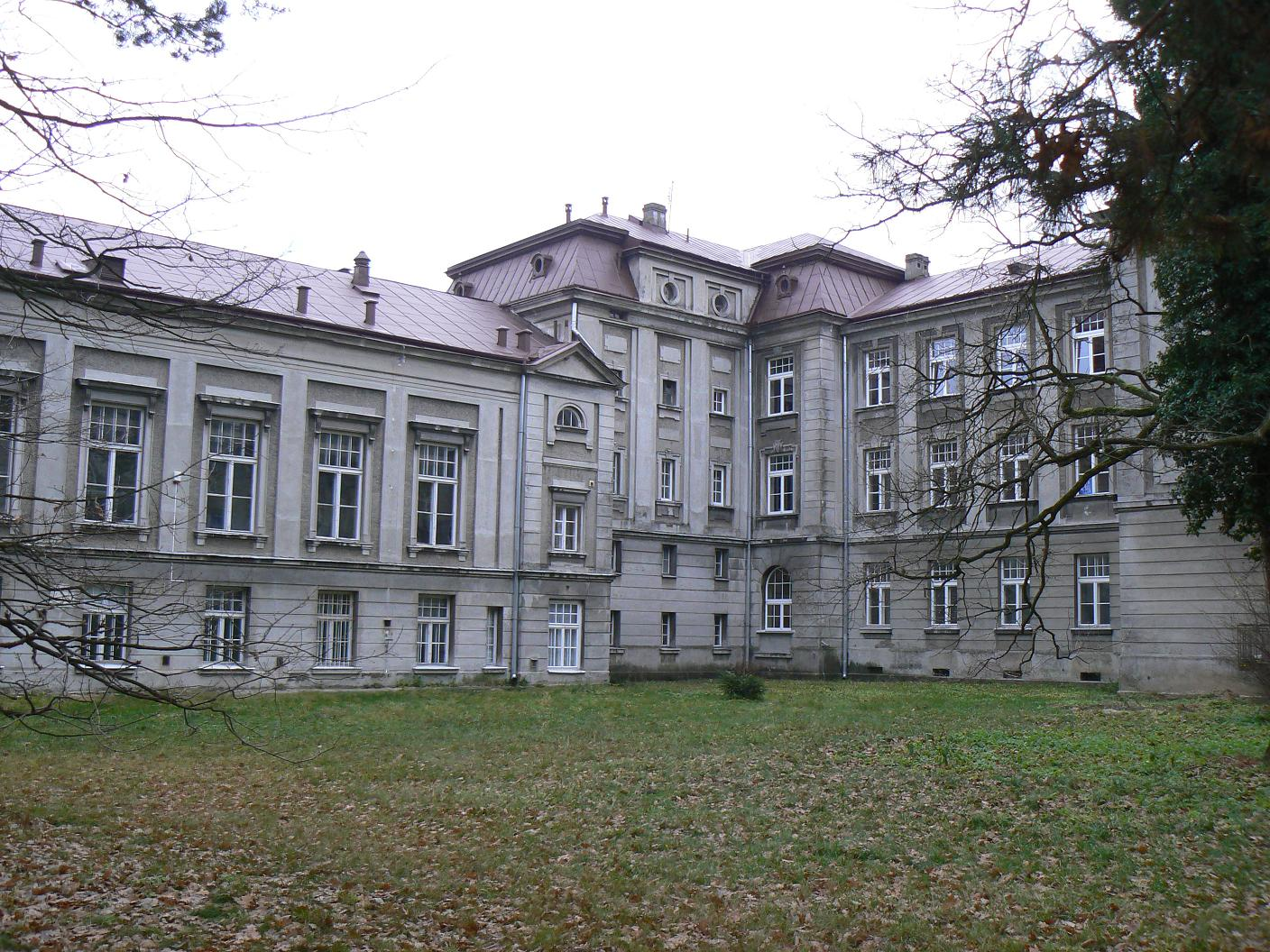
Budynek SSZZOZ w Rudce

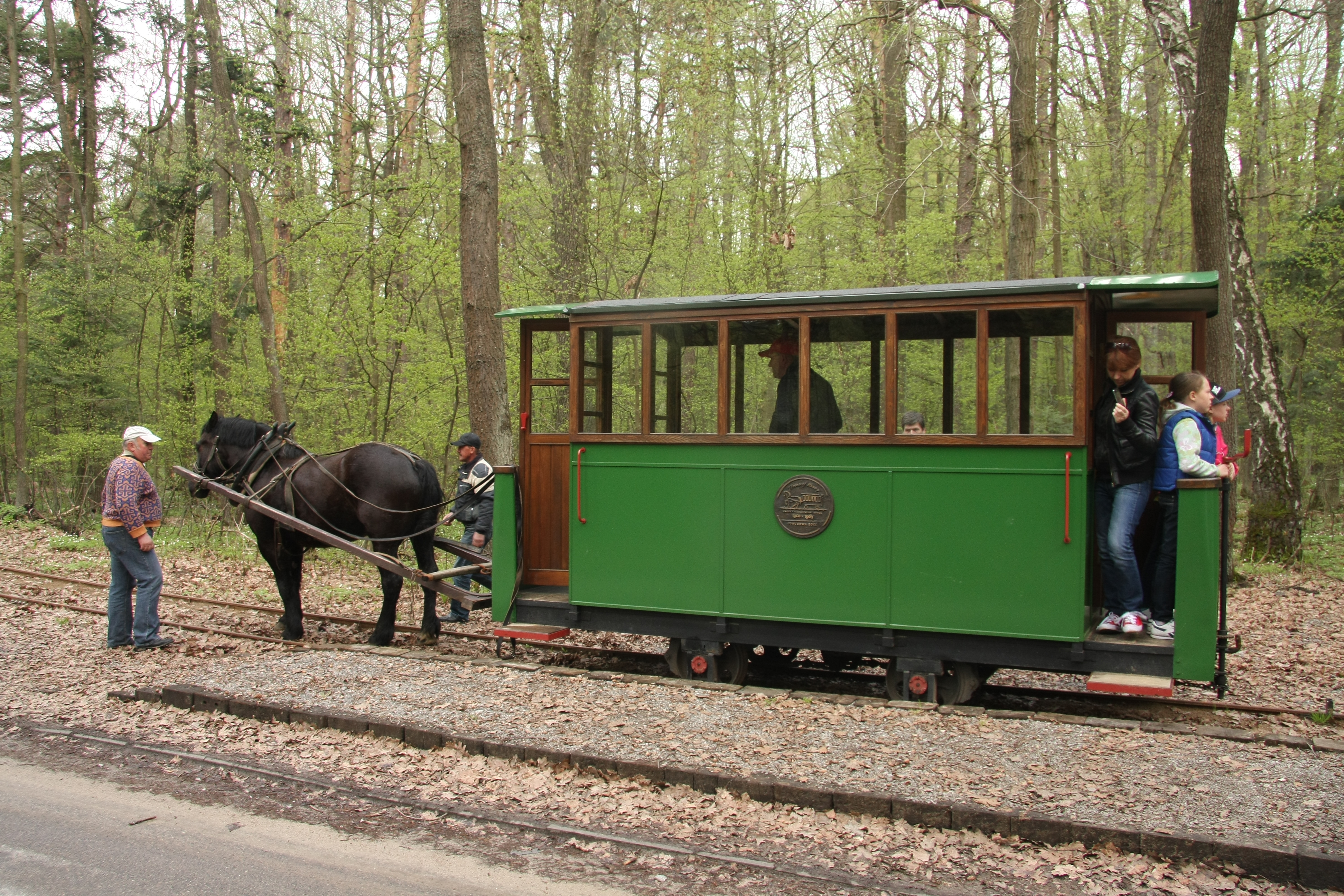
Tramwaj konny

Wieś szlachecka Ruda położona była w drugiej połowie XVI wieku w powiecie garwolińskim  ziemi czerskiej województwa mazowieckiego.
Na terenie miejscowości znajduje się szpital mieszczący się w zabytkowym budynku – wpisanym do Rejestru Zabytków 30 grudnia 1983 roku.
Budynek ten powstał z inicjatywy Warszawskiego Towarzystwa Higienicznego, które w 1902 roku uznało okoliczny klimat za doskonały do leczenia chorób płuc i podjęło decyzję o budowie sanatorium. Na czele Komitetu Budowy Sanatorium stanął Teodor Dunin. Plany budowy opracowali Franciszek Lilpop i Karol Jankowski. Pomoc w finansowaniu inwestycji ofiarował książę Stanisław Lubomirski, który jako właściciel okolicznych ziem podarował 10 ha ziemi w Rudce, oraz Emil Gerlach, który pomógł w zgromadzeniu potrzebnych 80 000 rubli. Otwarcie nastąpiło 29 listopada 1908 roku.
Kuracjuszy od stacji w Mrozach dowoził tramwaj konny, poruszający się po torach kolejki konnej wybudowanej w celu dostarczania materiałów budowlanych w trakcie budowy sanatorium. Tramwaj ten kursował do lat 60. XX wieku. 10 sierpnia 2012 oficjalne została otwarta trasa tramwaju konnego łącząca Mrozy z Rudką umożliwiająca turystyczne przejazdy poprzez rezerwat Rudka Sanatoryjna.
W latach 1975–1998 miejscowość należała administracyjnie do województwa siedleckiego.
Wierni Kościoła rzymskokatolickiego należą do parafii Matki Boskiej Nieustającej Pomocy w Guzewie.